# Next to Normal
Next to Normal ist ein Musical von Brian Yorkey (Libretto) und Tom Kitt (Musik). Es erzählt die Geschichte einer Mutter, die an einer bipolaren Störung leidet und von den Auswirkungen, die diese auf ihre Familie hat. Außerdem befasst sich das Musical mit Themen wie Trauer um einen Verlust, Selbstmord, Drogenabhängigkeit, Ethik in der modernen Psychiatrie und dem Leben in einem Vorort.
Das Musical gewann 2009 den Tony Award in den Kategorien „Best Original Score“ (Tom Kitt [Musik] und Brian Yorkey [Libretto]), „Best Orchestration“ (Michael Starobin und Tom Kitt), und „Best Performance by a Leading Actress in a Musical“ (Alice Ripley). Die Show war für 11 Tony Awards nominiert, unter anderem als „Best Musical“. Es gab mehrere Workshop-Aufführungen von Next to Normal vor dem Off-Broadway-Debüt 2008. Die Show gewann den „Outer Critics' Circle Award“ für eine herausragende Leistung, außerdem erhielt Alice Ripley eine Nominierung für den „Drama Desk Award“ als beste Hauptdarstellerin. Nachdem das Stück am Off-Broadway ein Erfolg geworden war, wurde das Stück von November 2008 bis Januar 2009 in der Arena Stage in Crystal City (Virginia) gespielt, bevor es im April 2009 seine Premiere am Broadway feierte und 2010 mit dem Pulitzerpreis für Drama ausgezeichnet wurde.
Die deutschsprachige Erstaufführung fand am 13. Oktober 2013 am Stadttheater Fürth statt.

## Entwicklung

### Workshops und Leseproben
Das Musical, das ursprünglich Feeling Electric hieß, wurde zum ersten Mal auf einer Lesung 2002 im Cutting Room in New York City vorgestellt, mit Norbert Leo Butz als Dan und Sherie Rene Scott als Diana, im Anschluss daran gab es eine szenische Lesung im Oktober 2002 im Musical Mondays Theater Lab in New York.
2005 wurde das Stück zum ersten Mal in einer Workshop-Aufführung im Village Theatre (Issaquah) gezeigt, mit Amy Spanger als Diana, Mary Faber als Natalie und Deven May als Dr. Madden. Im September 2005 nahm die Barrow Group Arts Center Produktion am New York Musical Theatre Festival teil, mit Amy Spanger als Diana, Joe Cassidy als Dan, Annaleigh Ashford als Natalie und Anthony Rapp als Dr. Madden. Das Second Stage Theatre produzierte das Stück im Jahr 2006 sowie im Jahr 2007 mit Joe Cassidy und Gregg Edelman als Dan, Alice Ripley als Diana, Mary Faber und Phoebe Strole als Natalie, Anthony Rapp als Dr. Madden/Dr. Fine und Skylar Astin als Henry.

### Off-Broadway- und Pre-Broadway-Produktionen
Next to Normal wurde am Off-Broadway unter seinem heutigen Namen im Second Stage Theatre gespielt (vom 16. Januar bis zum 16. März 2008; Regie: Michael Greif, mit Anthony Rapp als Regieassistent und unter der musikalischen Leitung von Sergio Trujillo). Schon in der damaligen Besetzung waren Alice Ripley als Diana und Brian d’Arcy James als Dan zu sehen. Der Nachname der Familie wurde von Brown in Goodman geändert. Die Show erhielt gemischte Rezensionen, Kritiker schrieben, dass eine unverantwortliche Botschaft über die Behandlung einer bipolaren Störungen gezeigt werde und nicht die richtige Balance zwischen Pathos und Humor gefunden worden sei.
Nach der Überarbeitung des Stücks lief eine pre-Broadway-Produktion im Arena Stage Theatre in Crystal City, VA. Regie führte wieder Michael Greif. Alice Ripley und die meisten Mitglieder des off-Broadway Casts nahmen an dieser Produktion teil, aber Brian d’Arcy James blieb in New York, um die Titelrolle im Musical „Shrek“ zu spielen und wurde durch J. Robert Spencer ersetzt. Asa Somers, der Dr. Madden und Dr. Fine spielte, wurde durch Louis Hobson ersetzt. Einige der Nummern wurden geändert und andere durch Lieder, die den emotionalen Inhalt des Stückes wiedergeben sollten, ersetzt. Die Produktion erhielt begeisterte Kritiken.

## Broadway-Produktion

### Booth Theatre 2009
Am 27. März gab es eine Preview von „Next to Normal“ am Broadway im Booth Theatre. Premiere feierte das Musical am 15. April 2009. Es spielte der Cast der Arena-Stage-Produktion unter der Regie von Michael Greif.
Bis Ende Januar 2011 wurde das Musical über 733-mal gespielt.

## Deutschsprachige Erstaufführung

### Fürth 2013
Am 11. Oktober 2013 fand die deutschsprachige Erstaufführung von next to normal – fast normal  unter der Regie und in der deutschen Übersetzung von Titus Hoffmann am Stadttheater Fürth statt. Zur namhaften Besetzung gehörten Pia Douwes als Diana, Thomas Borchert als Dan, Dirk Johnston als Gabe, Sabrina Weckerlin als Natalie, Dominik Hees als Henry und Ramin Dustdar als Dr. Fine bzw. Dr. Madden.
Wegen der großen Nachfrage fand am 30. April 2015 eine Wiederaufnahme der Fürther Inszenierung statt. Alle Beteiligten waren dabei wieder mit von der Partie – einzig Armin Kahl war neu in der Doppelrolle als Dr.Fine/Dr.Madden.
Am 27. April 2016 feierte die deutsche Originalproduktion mit Pia Douwes als Diana, Felix Martin als Dan, Dirk Johnston als Gabe, Sabrina Weckerlin als Natalie, Dominik Hees als Henry und Ramin Dustdar als Dr. Fine bzw. Dr. Madden ihre Wiener Premiere im MuseumsQuartier. Pia Douwes wurde für ihre Interpretation der Diana Goodman für den Österreichischen Musiktheaterpreis 2017 nominiert. Im April 2017 wurde die Produktion erneut am Stadttheater Fürth und erstmals an der neuen Staatsoperette Dresden gezeigt.

### Österreichische Erstaufführung 2014
Die erste österreichische Inszenierung hatte am 18. Januar 2014 im Schauspielhaus des Landestheaters Linz als sechste Produktion des Ende 2012 gegründeten Musicalensembles Linz Premiere. Regie führte Matthias Davids, es spielten Kristin Hölck (Diana), Reinwald Kranner (Dan), Oliver Liebl (Gabe), Lisa Antoni/Ariana Schirasi-Fard (Natalie), Christian Manuel Oliveira (Henry) und Rob Pelzer (Dr. Madden).

### Berlin-Produktion 2015
Am 13. Juni 2015 fand die Berlin Premiere von Fast Normal unter der Regie von Torsten Fischer und ebenfalls in der deutschen Übersetzung von Titus Hoffmann im Renaissancetheater statt. Die Rolle der Diana wurde von Katharine Mehrling verkörpert. Ihr Mann Dan wurde von Guntbert Warns gespielt. Die Rollen Natalie, Gabe und Henry wurden von Studenten der Berliner UdK gespielt. Darunter Dennis Hupka als Gabe im Wechsel mit Jan-Philipp Rekeszus. Devi-Ananda Dahm im Wechsel mit Sophia Euskirchen als Natalie und Anthony Curtis Kirby im Wechsel mit Jan Philipp Rekeszus als Henry. Die Rolle des Dr. Fine/Dr. Madden wurde von Felix Martin im Wechsel mit Matthias Freihof gespielt. Die letzte Aufführung in Berlin fand am 17. September 2015 statt.

### Hessische und Schweizer Erstaufführung 2019, Produktion der Waggonhalle Marburg
Am 30. Juli 2019 fand in der Waggonhalle Marburg die erste Aufführung von FAST NORMAL - NEXT TO NORMAL in Hessen statt. Regie führte Jens Daryousch Ravari. Die Produktionsleitung übernahm Kurosch Abbasi. Musikalische Gesamtleitung von Tom Feldrappe. In der Premierenbesetzung spielten Felicitas Geipel als Diana (alternierend Anjuschka Uher), Sören Flimm als Dan (alternierend Yannick Bernsdorff), Lukas Sandmann als Gabe (alternierend Nils-Patrik Gombert), Karoline Blöcher als Natalie (alternierend Tahira Schäfer), Joshua Edelsbacher als Henry (alternierend Jonas Blahowetz) und Yannick Bernsdorf als Dr. Madden/Dr. Fine (alternierend Mark Wiedermann).
Am 25. und 26. Oktober 2019 war diese Produktion mit der oben genannten Besetzung zu Gast im Stadttheater Langenthal für die offizielle Schweizer Erstaufführung des Musicals.

## UK-Premiere

### Donmar Warehouse 2023
Die UK-Premiere fand am 22. August 2023 (mit Previews ab dem 12. August) in London am Donmar Warehouse unter der Regie von Michael Longhurst statt und lief dort bis zum 7. Oktober 2023 bevor sie 2024 ins West End (Wyndhams's Theatre) weiterzog. Die Produktion wurde für vier Olivier Awards nominiert.

## Besetzungen
| Rolle               | Broadway 2009      | DSE 2013          | London 2023          |
| ------------------- | ------------------ | ----------------- | -------------------- |
| Diana               | Alice Ripley       | Pia Douwes        | Cassie Levy          |
| Dan                 | J. Robert Spencer  | Thomas Borchert   | Jamie Parker         |
| Gabe                | Aaron Tveit        | Dirk Johnston     | Jack Wolfe           |
| Natalie             | Jennifer Damiano   | Sabrina Weckerlin | Eleanor Worthing-Cox |
| Henry               | Adam Chanler-Berat | Dominik Hees      | Jack Ofrecio         |
| Dr. Fine/Dr. Madden | Louis Hobson       | Ramin Dustdar     | Trevor Dion Nicholas |

## Aufnahmen
Am 5. Mai 2009 veröffentlichte Ghostlight Records Inc. das Original Broadway Cast Recording von Next to Normal auf Streaming-Plattformen und als CD. Die Aufnahme enthält die Darsteller und Orchestrierungen der Produktion von 2009. Zum 15-jährigen Jubiläum des Musicals wurde das Album unter der Aufsicht von Tom Kitt neu gemastert, wobei die Original-Gesangsaufnahmen des Broadway-Ensembles wiederverwendet wurden. Am 3. Juni 2014 erschien unter dem Label von HitSquad Records die Deutsche Originalaufnahme Live (aufgenommen im Stadttheater Fürth mit der Besetzung der DSE) auf CD und auf iTunes. Am 30. Mai 2025 wurde die Live-Aufnahme der Londoner Produktion von Ghostlight Records veröffentlicht. Kurz zuvor hatte PBS Great Performances diese Inszenierung am 9. Mai 2025 als TV-Ausstrahlung gezeigt.  In England spielt die gefilmte Aufnahme im September 2025 in ausgesuchten Kinos.

## Inhalt

### Erster Akt
Vorstadtmutter Diana Goodman wartet spät auf ihren Sohn und tröstet ihre ängstliche und übereifrige Tochter Natalie. Am Morgen hilft Dan, Dianas Mann, die Familie für einen weiteren Tag vorzubereiten. Diana versucht, Sandwiches für die Familie zu machen, doch sind sie am ganzen Boden verstreut. Als Dan der verwirrten Diana hilft, geht ihr Sohn Gabe (dessen Namen man erst am Schluss erfährt) schnell in die Schule und Natalie ins Klavierübungszimmer. Dort wird sie von Henry, einem Klassenkameraden, der ihr gerne beim Spielen zuhört und der eindeutig an ihr interessiert ist, unterbrochen.
Über die folgenden Wochen macht Diana eine Serie von Besuchen bei ihrem Doktor, während Dan draußen im Auto wartet und versucht, mit seinen eigenen Depressionen zurechtzukommen. Diana leidet seit sechzehn Jahren an einer mit Halluzinationen verbundenen bipolaren Störung. Doktor Fine versucht die richtige Einstellung für ihre Medikamente zu finden, bis sie sagt, dass sie gar nichts mehr fühle. An diesem Punkt erklärt er sie für stabil. Natalie und Henry kommen sich näher bis zu dem Tag, als er ihr seine Liebe gesteht und sie sich zum ersten Mal küssen. Diana bekommt das mit und bemerkt, dass sie ihre besten Jahre hinter sich hat, aber sie vermisst die Höhen und Tiefen in ihrem Leben. Mit der Ermutigung durch Gabe spült sie ihre Medikamente weg.
Einige Wochen später freut sich Dan auf das Abendessen mit seiner Familie. Natalie bringt Henry zum ersten Mal mit, doch als Diana mit einem Kuchen hereinkommt und „Happy Birthday“ für Gabe singt, sind Natalie und Dan am Boden zerstört. Dan nimmt Diana zur Seite und erinnert sie daran, dass ihr Sohn vor 17 Jahren starb. Dan schlägt vor, dass sie zurück zum Doktor gehen solle, aber Diana lehnt ab und sagt, dass er sicher nicht das Gleiche fühle wie sie.
Dan versucht, sie dazu zu überreden, ihm zu vertrauen, als ihr Sohn erscheint und seine Mutter davon überzeugt, ihm, anstatt Dan zu vertrauen. In ihrem Zimmer lässt Natalie ihren Frust an Henry aus und nimmt die Entschuldigung ihrer Mutter nicht an. Gabe beobachtet das und verspottet sie.
Einige Tage später versucht es Diana mit einem neuen Doktor, Doktor Madden. Als er sie nach ihrem Sohn fragt, übernimmt Gabe selbst das Wort in Diana's Gedanken und erklärt, dass er hier bei ihr kraftvoll und lebendig sei. Dan und Natalie zweifeln daran, dass die Sitzungen helfen. Doktor Madden schlägt Hypnose als neue Behandlungsmethode vor, um Diana zu helfen, die Wurzeln ihres Traumas zu verarbeiten. Zuletzt sieht Diana ein, dass es Zeit ist, ihren Sohn gehen zu lassen. Diana geht nach Hause, um die Dinge, die Gabe gehörten, wegzuwerfen, und stößt auf eine alte Spieluhr. Gabe tanzt mit ihr und fordert sie dann auf, mit ihm wegzugehen. Sie tut es.
Im Krankenhaus liegt Diana ruhig und zurückhaltend mit selbstzugefügten Wunden an den Handgelenken im Krankenbett. Sie hat sich die Pulsadern aufgeschlitzt. Doktor Madden erklärt Dan, dass die EKT-Behandlung, eine Elektroschocktherapie, die Standardprozedur bei besonders schweren Fällen. Dan geht nach Hause, um aufzuräumen und zu entscheiden, was zu tun ist und realisiert, dass er nicht ohne Diana leben kann. Am nächsten Tag teilt Diana Doktor Madden mit, dass sie die Behandlung ablehnt. Dan überzeugt sie jedoch mit dem Argument, dass es vielleicht ihre letzte Chance als Eheleute sei.

### Zweiter Akt
Diana erhält über zwei Wochen eine Serie von EKT-Behandlungen. Natalie probiert inzwischen Clubs aus und Medikamente, die sie im Medizinschrank ihrer Mutter gefunden hat, und verfällt in den Drogenrausch. Diana verliert durch die EKTs die Teile ihrer Gedächtnis. Sie kommt nach Hause, doch erinnert sich an nichts, weder an Gabe noch an Natalie. In der Schule fragt Henry Natalie, warum sie ihn meidet. Henry gibt nicht auf und lädt sie zum Frühlingsball ein.
Dan und Diana besuchen Doktor Madden, der ihnen erklärt, dass ein Gedächtnisverlust normal ist, und ermutigt Dan, Fotos, Andenken und desgleichen zu verwenden, um Diana zu helfen, sich zu erholen. Dan versammelt die Familie, um Diana zu helfen, sich zu erinnern, auch wenn er anfangs nur geringfügige Erfolge zu verzeichnen hat. Als Natalie jedoch die Spieluhr aus einem Stapel Andenken zieht, lässt er diese verschwinden und lässt Diana verwirrt zurück. Gabe erscheint, unbemerkt, und beklagt, dass Diana ihn vergessen habe, doch dass er immer noch bei ihr sei, während Diana Dan sagt, dass es etwas gebe, an das sie sich dringend erinnern müsse, das ihr auf der Zunge liegt. Als Henry kommt und Natalie sucht, studiert Diana sein Gesicht und fragt nach seinem Alter. Er erinnert sie an jemanden. Entnervt eilt Henry in Natalies Schlafzimmer, um sie zu überreden, ihn in der nächsten Nacht zum Tanz zu begleiten.
Diana geht zurück zu Doktor Madden, der ihr vorschlägt, weiter ihre Geschichte zu erforschen und mehr mit ihrem Mann sprechen. Diana geht zurück nach Hause und durchsucht die Kisten mit Andenken, sucht die Spieluhr. Dan versucht, sie aufzuhalten, aber die Erinnerungen an Gabe kommt schon zurück. Diana erzählt Dan, dass sie sich aber älter an Gabe erinnere, und fragt ihn nach dessen Namen. Dan verweigert die Antwort und beharrt stattdessen darauf, dass sie weitere Behandlung benötige. Henry kommt, um Natalie für den Tanz abzuholen. Dan reißt währenddessen die Spieluhr aus Dianas Händen und zertrümmert sie auf dem Boden.
Diana konfrontiert Dan mit der Frage, warum er alle Probleme erdulde, die sie ihm macht. Zur selben Zeit stellt Natalie Henry dieselbe Frage. Beide schwören, standhaft zu bleiben. Da erscheint Gabe wieder, was Diana dazu bringt, Doktor Madden aufzusuchen.
Diana fragt Doktor Madden, was sie tun könne, wenn die Medizin nicht funktioniert. Madden versichert ihr, dass ein Rückfall normal sei, und schlägt weitere EKTs vor, doch Diana weigert sich. Natalie ist bedrückt, weil sie erfahren hat, dass ihre Mutter die Behandlung abgebrochen hat. Diana öffnet sich ihrer Tochter das erste Mal und spricht mit ihr und hofft auf einen Neuanfang. Sie erinnert Natalie an den Tanz, für den Henry schon auf sie wartet, damit sie beginne sich um ihr eigenes Glück zu kümmern.
Diana sagt Dan, das sie ihn verlasse, mit der Begründung, sie müssen selbstständig ihre Probleme verarbeiten. Diana muss die Situation verlassen, die sie krank macht. Sie geht und lässt Gabe bei Dan. Als Dan sich fragt, wie sie ihn verlassen konnte, nach allem, was sie durchgemacht haben, kommt Gabe und erklärt Dan, dass er bei ihm bleiben  werde. Dan verzweifelt immer mehr, bis er Gabe endlich ansieht und ihn zum ersten Mal beim Namen nennt. Hier erfährt auch das Publikum Gabes Namen.
Natalie kommt nach Hause, ihr Vater sitzt alleine in der Dunkelheit, tränenüberströmt. Sie tröstet ihn und schaltet das Licht an. Natalie versichert ihm, dass sie beide die Situation schon meistern werden. Diana ist allein und immer noch krank, aber hoffnungsvoll. Dan besucht Doktor Madden in der Hoffnung, über Diana reden zu können, aber er gibt ihm stattdessen den Namen eines anderen Therapeuten.

## Musiknummern

### Erster Akt
- Wie an jedem Tag (englisch: Just another day) Diana, Natalie, Dan, Gabe
- Nichts, wie es war (englisch: Everything Else) Natalie
- Wer spinnt hier/Mein Arzt, die Psychopharmaka und ich (englisch: Who's crazy?/My Psychopharmacologist and I) Dan, Diana, Dr. Fine, Natalie, Gabe
- Richtig für dich (englisch: Perfect for you) Natalie, Henry
- Mir fehl'n die Berge (englisch: I miss the Mountains) Diana
- Alles wird gut (englisch: It's gonna be good) Dan, Diana, Natalie, Henry, Gabe
- Er ist fort (englisch: He's not here) Dan
- Was weißt du? (englisch: You don't know) Diana, Dan
- Kein Mensch (englisch: I am the One) Dan, Gabe, Diana
- Superboy und seine Schwester aus Glas (englisch: Superboy and the Invisible Girl) Natalie, Diana, Gabe
- Ich lebe (englisch: I'm Alive) Gabe
- Fass den Entschluss/Halt mich, ich falle (englisch: Make up your Mind/Catch me, I'm falling) Dr. Madden, Diana, Dan, Gabe, Natalie
- Tanz' ich im Traum (englisch: I dreamd a Dance) Diana, Gabe
- Komm mit mir (englisch: There's a world) Gabe
- Wohin soll das führ'n? (englisch: I've been) Dan, Gabe
- Das ist doch wie im Kino (englisch: Didn't I see this movie) Diana, Dr. Madden
- Ein Licht in der Nacht (englisch: A Light in the Dark) Dan, Diana

### Zweiter Akt
- Wär' ich nur da (englisch: Wish I were here) Diana, Natalie
- Lied vom Vergessen (englisch: Song of Forgetting) Diana, Dan, Natalie
- Hey #1 (englischHey #1) Henry, Natalie
- Sekunden und Jahre (englisch: Seconds and Years) Dr. Madden, Dan, Daina
- Besser als vorher (englisch: Better than before) Dr. Madden, Dan, Diana, Natalie
- Schock danach (englisch: Aftershocks) Gabe
- Hey #2 (englisch: Hey#2) Henry, Natalie
- Was weißt du? (Reprise) (englisch: You don't know (Reprise)) Diana, Dr. Madden
- Wie konnte mir das entfall'n? (englisch: How could I ever forget?) Dan, Diana
- Alles wird gut (Reprise) (englisch: It's gonna be good (Reprise)) Dan, Diana
- Warum?/Ein Versprechen (englisch: Why stay?/A Promise) Diana, Natalie, Dan, Henry
- Ich lebe (Reprise) (englisch: I'm Alive (Reprise)) Gabe
- Der Bruch (englisch: The Break) Diana, Dr. Madden
- Fass den Entschluss/Halt mich, ich falle (englisch: Make up your Mind/Catch me, I'm falling (Reprise) Dr. Madden, Gabe, Diana
- Fast normal (englisch: Maybe (Next to Normal)) Diana, Natalie
- Hey #3/Richtig für dich (Reprise) / englisch: Hey #3/Perfect for you (Reprise)) Henry, Natalie
- Ich werde dich verlassen (englisch: So anyway) Diana
- Kein Mensch (Reprise) (englisch: I am the One (Reprise))  Dan, Gabe
- Licht (englisch: Light) Dan, Natalie, Diana, Henry, Gabe

## Nachweise
1. ↑  Nachtkritik
2. ↑  musicalradio.de
3. ↑  die presse.com
4. ↑  musicalzentrale.de
5. ↑  next to normal UK
6. ↑  Olivier Award Nominations
7. ↑  Ghostlight Records N2N Original Broadway Cast Recording
8. ↑  N2N 15th Anniversary Edition
9. ↑  nordbayern.de
10. ↑  Broadwayworld N2N London Cast Recording
11. ↑  PBS Great Performances